# L'Autre comme moi
L'Autre comme moi (en portugais O homem duplicado) est un roman de l'écrivain portugais José Saramago paru en 2002.

## Résumé
Tertuliano Maximo Afonso, professeur d'histoire sans histoire, découvre en regardant un film banal recommandé par un collègue que l'un des acteurs secondaires est son sosie parfait. Pour parvenir à identifier son double, Tertuliano loue quantité de films du même producteur et, en même temps, fait une liste qui croise les noms de tous les acteurs mentionnés au générique. Il retrouve ainsi son sosie dans d'autres films et suit sa carrière d'acteur jusqu'à ce que, par recoupements, il découvre que le comédien a pour nom véritable António Claro. Il parvient alors à trouver le domicile de l'acteur, se met à l'épier, constate qu'il est marié et cherche enfin à entrer en contact avec lui. Mais cette rencontre enclenche une série d'événements que Tertuliano était loin de pouvoir augurer.

## Style
Le roman utilise de longues phrases dépourvues des signes de ponctuation usuels ; les prises de parole des dialogues séparées par des virgules transmettent l'impression d'un va-et-vient. Ce style se retrouve dans d'autres romans de José Saramago.

## Éditions du roman
- (pt) O homem duplicado, Lisbonne, Caminho, 2002, 318 p. broché  (ISBN 972-21-1507-3)
- (fr) L'Autre comme moi, traduit par Geneviève Leibrich, Paris, Le Seuil, 2005, 282 p.  (ISBN 978-2-02-061296-8)

## Adaptation cinématographique
Le roman est adapté à l'écran en 2013, sous le titre de Enemy, film fantastique canado-espagnol réalisé par Denis Villeneuve, avec Jake Gyllenhaal, Mélanie Laurent, Isabella Rossellini et Sarah Gadon.

Le film s'inspire librement du roman original en introduisant une ambiguïté non élucidée, suggérant que les deux sosies pourraient en fait être une seule et même personne souffrant d'un trouble dissociatif de l'identité.